# Lokomotivstadion (Mezdra)
Het Lokomotivstadion (Bulgaars: Стадион „Локомотив“)  is een multifunctioneel stadion in Mezdra, een stad in Bulgarije. 
Het stadion wordt vooral gebruikt voor voetbalwedstrijden, de voetbalclub Lokomotiv Mezdra maakt gebruik van dit stadion. In het stadion is plaats voor 3.800 toeschouwers. Het stadion werd geopend in 1946. In 2007 werd het stadion gerenoveerd.